# Желдорреммаш
АО «Желдорреммаш» — российская компания, занимающаяся ремонтом тягового подвижного состава. «Желдорреммаш» — сеть локомотиворемонтных заводов, на базе которых осуществляются все виды средних и тяжёлых ремонтов локомотивов, выпуск маневровых тепловозов, производство комплектующих.

## История
Образовано в 2008 году. Акционерное общество было создано на базе Дирекции заводов по ремонту подвижного состава и производству запчастей ОАО «РЖД». На тот момент в него входило 18 крупных ремонтных предприятий по всей стране - от Дальнего Востока до Калининграда, включая заводы электровозоремонтные, тепловозоремонтные, вагоноремонтные и механические. Впоследствии, в процессе реформирования сервиса часть предприятий перепрофилировалась, вышла из состава Общества и стала относиться к иным отраслям промышленности.
Сегодня в периметр АО «Желдорреммаш» входит 9 крупнейших и во многом уникальных по своей специфике локомотиворемонтных заводов России. Большинству из них более 100 лет, что свидетельствует о крепких производственных традициях, стабильной загрузке, конкурентных преимуществах и многолетнем устойчивом развитии. Старейшим заводом компании является Воронежский тепловозоремонтный завод (ВТРЗ), который в 2023 году отметил 155 лет со дня основания.
В 2010 году компания «Желдорреммаш» полностью и в установленные сроки выполнила корпоративный заказ ОАО «РЖД». Заводы компании произвели ремонт 849 секций тепловозов, 1079 штук электровозов.
В 2010 году объём реализованной продукции составил 24,3 млрд.руб., это 116,3% к плану (20,9 млрд.руб.), одобренному Советом директоров компании.
До декабря 2012 года доля ОАО «РЖД» в уставном капитале общества составляла 100 % минус 1 акция. В декабре 2012 года 75% акций АО «Желдорреммаш» были приобретены ООО «ТМХ-Сервис» — российской компанией, осуществляющей сервисное обслуживание тягового подвижного состава. Общество перешло в оперативное управление ООО «Локомотивные технологии». По истечении 10 лет Акционерное общество вновь стало самостоятельной юридической структурой.
С 2019 года из составов заводов выделены часть площадок (цехов) в обособленные подразделения АО «Желдорреммаш» — дивизионы: Электромашинный дивизион, Дизельный дивизион.
Предприятия АО «Желдорреммаш» специализируются на полном цикле ремонта большинства видов и серий локомотивов, которые используются на путях российских железных дорог. Ярославский ЭРЗ  дополнительно выпускает маневровые тепловозы ТЭМ31 в различной модификации. Основной заказчик организации сервиса — ОАО «РЖД».
АО «Желдорреммаш» ежегодно производит ремонт почти 3 тысяч секций локомотивов и на 80% обеспечивает потребности ОАО «РЖД» в заводский ремонтах. Осуществляя качественное обслуживание тягового подвижного состава заказчиков на протяжении всего жизненного цикла, компания гарантирует безопасность пассажиров, сохранность грузов и бесперебойность железнодорожного сообщения.
Предприятия  занимаются не только обслуживанием и ремонтом, в том числе капитальным, с продлением срока службы локомотивов, но и производят комплектующие части к ним — на площадках Астраханского, Новосибирского, Ярославского, Улан-Удэнского, Уссурийского заводов действует свое литейное производство (чёрное и цветное литье), обеспечивающее предприятия Общества, а также сторонних заказчиков необходимыми запасными частями.
В АО «Желдорреммаш», включая филиалы, трудится более 18000 сотрудников. Персонал – важнейший ресурс Общества, развитию его профессиональных и управленческих компетенций уделяется пристальное внимание. Одно из ключевых направлений кадровой стратегии компании – реализация молодежной политики. Приоритетное направление АО «Желдорреммаш» в области корпоративной социальной ответственности - обеспечение безопасных условий труда, содействие здоровому образу жизни работников  и жителей городов его присутствия.

## Состав
Организационная структура: аппарат управления АО «Желдорреммаш», 12 филиалов, охватывающих всю территорию Российской Федерации.
В состав филиалов входят 9 локомотиворемонтных заводов, Новосибирское литейное производство, дивизионы :
- Астраханский тепловозоремонтный завод
- Воронежский тепловозоремонтный завод
- Екатеринбургский электровозоремонтный завод
- Новосибирское литейное производство
- Оренбургский локомотиворемонтный завод
- Ростовский электровозоремонтный завод
- Улан-Удэнский локомотивовагоноремонтный завод
- Уссурийский локомотиворемонтный завод
- Челябинский электровозоремонтный завод
- Ярославский электровозоремонтный завод
- ЛокоТех - Электромашинный дивизион
- ЛокоТех - Дизельный дивизион

По состоянию на конец 2017 года в связи с реорганизацией и сокращением заказа со стороны ОАО «РЖД» ремонт локомотивов и линейного оборудования на Екатеринбургском элекровозоремонтном заводе не осуществляется

## Деятельность
Компания осуществляет заводской ремонт электровозов, тепловозов, дизель- и электропоездов, тяговых агрегатов, дизелей, колёсных пар, электромашин и другого оборудования локомотивов:
- Ремонт локомотивов в объёме СР (средний ремонт) и КР (капитальный ремонт)
- Сервисное обслуживание тягового подвижного состава от СР до КР
- Модернизацию локомотивов с продлением срока службы (МЛП)
- Ремонт узлов и агрегатов
- Разработку новых технологий ремонта
- Реализацию комплексных проектов реконструкции и технического перевооружения
- Производство запасных частей

Основным заказчиком компании является ОАО «РЖД».